# Tracholena dialeuca
Tracholena dialeuca är en fjärilsart som beskrevs av Ralph S. Common 1982. Tracholena dialeuca ingår i släktet Tracholena och familjen vecklare. Inga underarter finns listade i Catalogue of Life.